# Navaridas
Navaridas est une commune d'Alava, dans la communauté autonome du Pays basque en Espagne.